# انتخابات الرئاسة الإكوادورية 2009
انتخابات الرئاسة الإكوادورية 2009 هي الانتخابات الرئاسية التي جرت في 26 أبريل 2009، لانتخاب رئيس الإكوادور، فاز بالانتخابات رفاييل كوريا.